# Obratiště

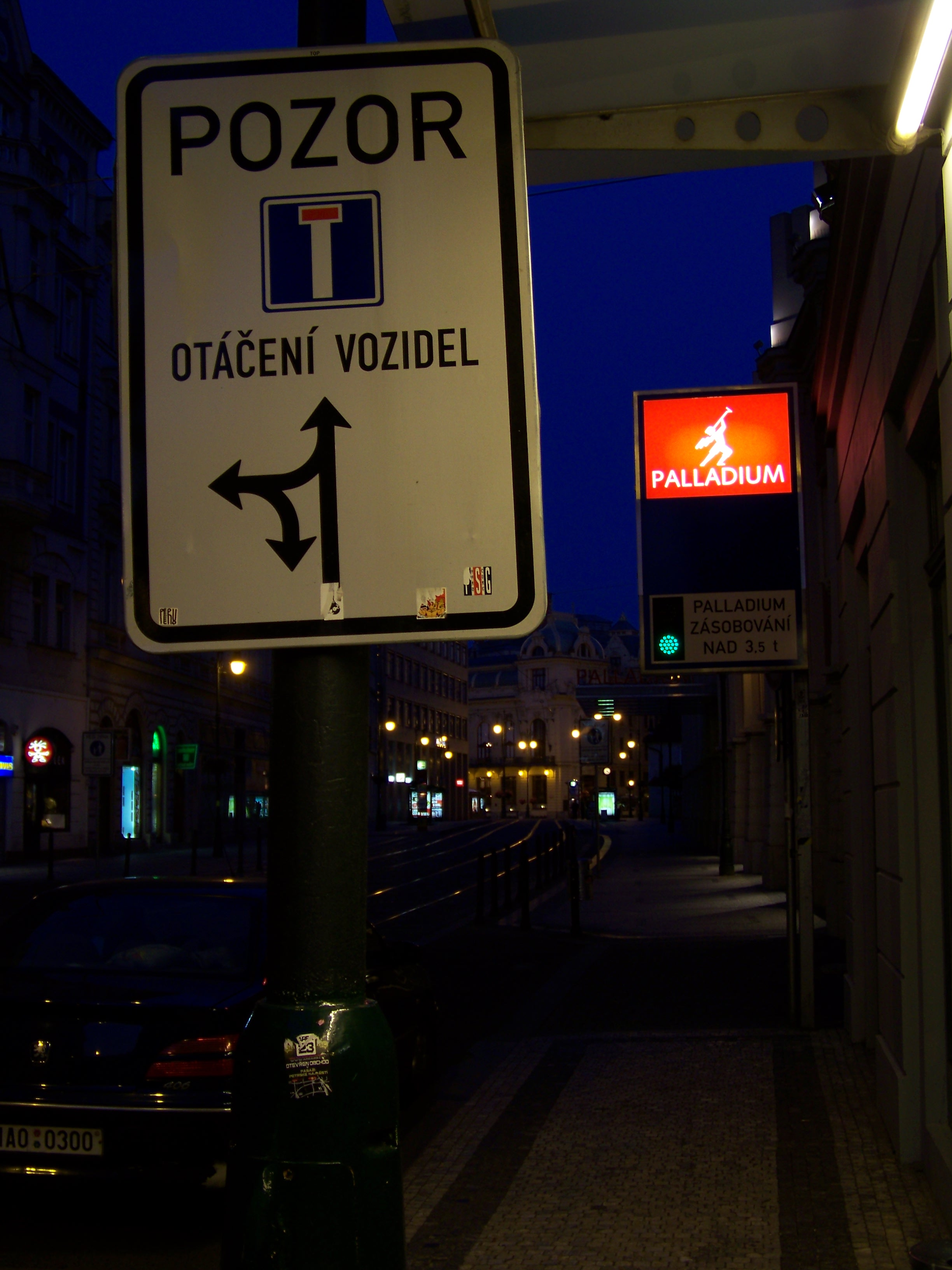
Označení úvraťového obratiště pro osobní automobily v ulici Na poříčí v Praze před pěší zónou na náměstí Republiky

Obratiště je plocha pozemní komunikace nebo statická konstrukce na dráze, která umožňuje otočení vozidel a jízdních souprav do opačného směru. Základními typy obratišť jsou obratiště okružní (smyčka, otočka), na němž se vozidlo nebo jízdní souprava obrací pouhou jízdou vpřed, a obratiště úvraťové, na němž se využívá též couvání (či zpětný pohyb) vozidla nebo soupravy. Obratištěm může být též část vodní cesty určená pro obracení plavidel. Na letištích mohou být u pojezdových drah obratiště letadel. 

## Historie a souvislosti výrazu
Často je slovo obratiště využíváno či chápáno jako synonymum slov smyčka, otočka, točna, točka atd. Smyčková obratiště jsou však pouze jedním z typů obratišť. 
ČSN 73 6100, Názvosloví silnic a dálnic, z roku 1965 definovala výraz obratiště jen jako „rozšířené ukončení slepé silniční komunikace, které umožňuje otáčení vozidla do opačného dopravního směru“. V definici přitom není vymezeno, zda by toto rozšíření mělo být využíváno jako objízdné (smyčka) nebo úvraťové (pro obracení s couváním). 
Ojediněle se objevila v Dolních Počernicích, a to počátkem 70. let 20. století, ještě před jejich připojením k Praze, varianta obraciště. Zpracovatel soupisu pomístních jmen Dolních Počernic uvedl, že mladší generace pro označení pozemků v jihovýchodní části katastru místo názvu „Za Panenkou Marií“ užívá nový název „Za obracištěm“, a to „podle obraciště městských autobusů Dopravních podniků hlavního města Prahy“. Lingvistka Libuše Olivová tehdy uvedla, že je to podoba jinde dosud nedoložená. Podle Olivové ani jednu z variant nelze považovat za nesystémovou a nespisovnou, protože rozbor úplného materiálu daného slovotvorného typu jmen nachází jak názvy odvozené z dokonavých sloves, tak názvy z nedokonavých sloves. Varianta „obraciště“ se zdá být bližší běžně mluvenému jazyku v prostředí venkovském, kde se v názvech zemědělských strojů běžně vyskytují výrazy odvozené od nedokonavého slovesa obracet: obracák, obraceč, obracečka, obracedlo. Původní technický (dopravní) termín se tedy podle Olivové v tomto prostředí, které leží těsně na okraji městské civilizace, jen hláskově obměnil a přizpůsobil jazyku lidovému, aniž přitom vybočil ze spisovné normy. Podoba „obraciště“ se vzácně objevuje i později, například v jednacích materiálech rady města Ostravy („Na dotčeném pozemku je navrženo vybudování obraciště.“), v plánu zimní údržby obce Nové Hamry na Karlovarsku (3 výskyty v sousloví „obraciště autobusu“) nebo v Domažlickém deníku (3 výskyty v jednom článku).
Na portálu jízdních řádů veřejné linkové silniční osobní dopravy bylo v září 2023 k nalezení 36 názvů zastávek obsahujících slovo „točna“, 25 názvů obsahujících slovo „otočka“, 11 názvů obsahujících slovo „smyčka“, 7 názvů obsahujících slovo „obratiště“. Výrazy „točka“ ani „obraciště“ použity nejsou. Mimo to existuje 33 názvů obsahujících slovo „konečná“.

## Obratiště na pozemní komunikaci

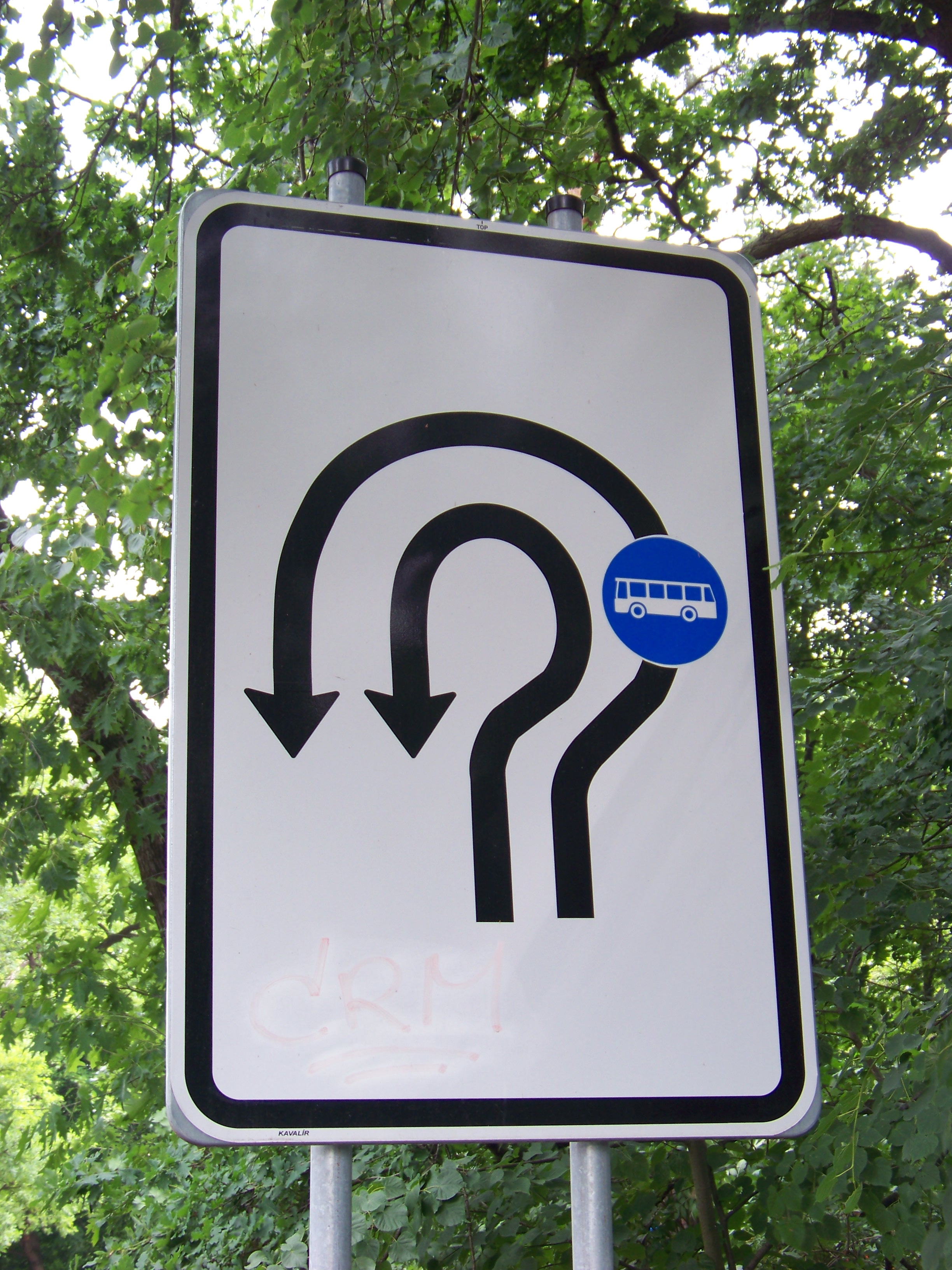
Značka společného obratiště pro autobusy i automobily na jižní straně nádraží Praha-Klánovice

Obratiště se zřizují na konci delších slepých komunikací (doporučeno u komunikací o délce větší než 100 m, kde by již bylo nepřiměřené couvat) a u průběžných komunikací v místech, kde je třeba umožnit obracení vozidel, zejména vozidel hromadné osobní dopravy (autobusové obratiště, trolejbusové obratiště), vozidel zimní údržby komunikací a podobně.
Pokud jsou na obratišti nebo u obratiště zřízena parkovací nebo odstavná stání, neměla by bránit průjezdu vozidel, pokud to provozní účel obratiště vyžaduje. 
U okružního obratiště pro osobní automobily se počítá s vnějším průměrem minimálně 12 metrů, u okružního obratiště pro autobusy, trolejbusy nebo nákladní automobily s vnějším průměrem minimálně 25 metrů. Funkci okružního obratiště může plnit i kruhový objezd. 
Úvraťové obratiště pro osobní automobily může mít tvar T, L nebo Y. Pro nákladní automobily se zřizuje jen výjimečně (odvoz odpadu, hasiči atd.). Pro autobusy a trolejbusy nemají být úvraťová obratiště zřizována.
Jako kombinované obratiště se označuje plocha, kterou menší vozidla mohou využívat jako okružní obratiště, ale velká vozidla musí při obracení najíždět a couvat podobně jako na úvraťovém obratišti.

## Obratiště na kolejových drahách
Z kolejových drah se obratiště používají zejména v tramvajové dopravě, a to nejčastěji v podobě tramvajové smyčky. Kolejová smyčka může být jednokolejná nebo může být v celé délce či části délky vícekolejná, přičemž kolejové větve mohou být vedeny buď shodným směrem, nebo může část z nich být vedena opačným směrem. Úvraťové obratiště se nazývá kolejový trojúhelník. 
Mezi obratiště lze v širším smyslu počítat též kolejové přejezdy, které umožňují obousměrným vozidlům nebo vlakům přejet na kolej pro opačný směr (v metru používáno téměř výhradně), popřípadě přepojit u souprav obousměrné tažné vozidlo na druhý konec vlaku.
Jednotlivá vozidla je možno otáčet na točnách; v minulosti bylo používáno typicky pro parní lokomotivy s přivěšeným tendrem.

## Obratiště letadel
Obratiště (Runway turn pad) je vymezená  plocha  na  letišti  navazující  na RWY za účelem dokončení otáčky o 180 stupňů prováděné na RWY.

## Obratiště plavidel
Obratiště na vodní cestě je místo určené či doporučené pro obracení plavidel. Může být označeno plavebním znakem E.8 (Místo doporučené pro obrat) podle českých pravidel plavebního provozu. Naopak zákaz provádět obrat je značen plavebním znakem A.8. Obraty plavidel řeší § 69 vyhlášky č. 67/2015 Sb.  V úsecích obratišť označených signálním znakem E.8 je zakázáno stání plavidel. 
Křížovkářské slovníky uvádějí, že obratiště lodí je označováno slovem rondo. 
Mezi mediálně nejzmiňovanější obratiště lodí v Česku patří obratiště v Českých Budějovicích na Vltavě pod Jiráskovým jezem.